# OV5 1

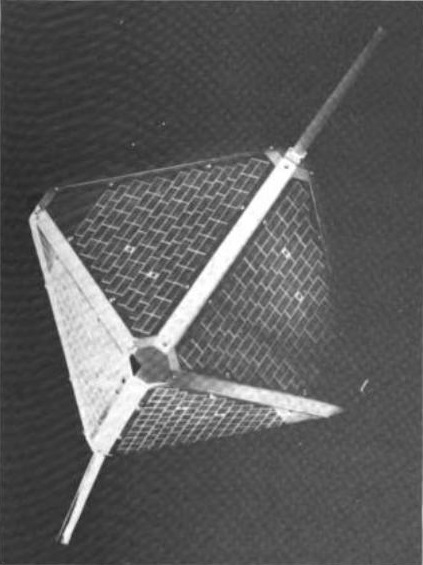

OV5 1 (Orbiting Vehicle 5 1), também denominado de ERS 27, foi um satélite artificial estadunidense lançado em 28 de abril de 1967 por meio de um foguete Titan IIIC a partir da Estação da Força Aérea de Cabo Canaveral.

## Características
O OV5 1 foi um dos membros de sucesso da família de satélites ERS (Environmental Research Satellites), pequenos satélites lançados como carga secundária junto com satélites maiores para fazer testes de tecnologia e estudos do ambiente espacial. O trabalho do OV5 1 consistiu em monitorar os raios X solares (a comprimentos de onda de 2 a 14 angstrom e energias entre 33 e 90 KeV) e os prótons provenientes das erupções solares. Como missão secundária, OV5 1 mediu as partículas do ambiente terrestre com energias entre 1 e 80 MeV (para prótons) e 0,04 a 3,3 MeV (para elétrons). O satélite tinha forma de octaedro com uma distância de 29,3 cm entre cada lado triangular e era estabilizado por rotação a 12 rpm. Cada uma das oito facetas triangulares estava recoberta por 102 células solares que em conjunto produziam uma potência total de 4 watts.
A bordo havia seis tubos Geiger, dois contadores de plástico de centeleo, um detector de silício, um detector de barreira de superfície e um detector de iodeto de sódio cercado por plástico de centeleo. A temperatura do satélite era regulado passivamente e a posição do satélite em relação ao Sol determinava através de um sensor solar a bordo. O satélite parou de transmitir em junho de 1968 pelo desligamento do transmissor através de um contador pré-programadas. O OV5 1 foi injetado em uma órbita inicial de 111.242 km de apogeu e 8590 km de perigeu, com uma inclinação orbital de 32,9 graus e um período de 2831,0 minutos.